# Kazachstan na Mistrzostwach Świata w Lekkoatletyce 2019
Kazachstan na Mistrzostwach Świata w Lekkoatletyce 2019 – reprezentacja Kazachstanu podczas mistrzostw świata w Doha liczyła 8 zawodników, startujących w 7 konkurencjach.

## Skład reprezentacji

### Kobiety
| Zawodniczka                                                          | Konkurencja        | Eliminacje | Eliminacje | Półfinał | Półfinał | Finał | Finał   | Źródło      |
| Zawodniczka                                                          | Konkurencja        | Wynik      | Pozycja    | Wynik    | Pozycja  | Wynik | Pozycja | Źródło      |
| -------------------------------------------------------------------- | ------------------ | ---------- | ---------- | -------- | -------- | ----- | ------- | ----------- |
| Olga Safronowa                                                       | bieg na 100 m      | 11,40      | 31.        | NQ       | NQ       | NQ    | NQ      | [ 1 ]       |
| Olga Safronowa                                                       | bieg na 200 m      | 23,16      | 25.        | NQ       | NQ       | NQ    | NQ      | [ 2 ]       |
| Rima Kaszafutdinowa Elina Michina Swietłana Golendowa Olga Safronowa | sztafeta 4 × 100 m | 43,79      | 12.        | —        | —        | NQ    | NQ      | [ 3 ] [ 4 ] |

| Zawodniczka   | Konkurencja | Kwalifikacje | Kwalifikacje | Finał | Finał   | Źródło |
| Zawodniczka   | Konkurencja | Wynik        | Pozycja      | Wynik | Pozycja | Źródło |
| ------------- | ----------- | ------------ | ------------ | ----- | ------- | ------ |
| Olga Rypakowa | trójskok    | 14,09        | 13.          | NQ    | NQ      | [ 5 ]  |

### Mężczyźni
| Zawodnik        | Konkurencja   | Eliminacje | Eliminacje | Półfinał | Półfinał | Finał   | Finał   | Źródło |
| Zawodnik        | Konkurencja   | Wynik      | Pozycja    | Wynik    | Pozycja  | Wynik   | Pozycja | Źródło |
| --------------- | ------------- | ---------- | ---------- | -------- | -------- | ------- | ------- | ------ |
| Michaił Litwin  | bieg na 400 m | 46,28      | 30.        | NQ       | NQ       | NQ      | NQ      | [ 6 ]  |
| Gieorgij Shejko | chód na 20 km | —          | —          | —        | —        | 1:32:53 | 19.     | [ 7 ]  |

| Zawodniczka | Konkurencja    | Kwalifikacje | Kwalifikacje | Finał | Finał   | Źródło |
| Zawodniczka | Konkurencja    | Wynik        | Pozycja      | Wynik | Pozycja | Źródło |
| ----------- | -------------- | ------------ | ------------ | ----- | ------- | ------ |
| Iwan Iwanow | pchnięcie kulą | 19,73        | 30.          | NQ    | NQ      | [ 8 ]  |